# Fujie Eguchi
Fujie Eguchi (Nagasaki; 18 de noviembre de 1932) fue una jugadora profesional de tenis de mesa japonesa, ganadora del Campeonato Mundial de Tenis de Mesa de 1957, celebrado en Estocolmo.
Eguchi también ganó varias medallas de oro en los Mundiales, en las modalidades de por equipo y por parejas.